# Калмунги
Калмунги (Калмунга) — озеро на территории Паданского сельского поселения Медвежьегорского района и Суккозерского сельского поселения Муезерского района Республики Карелии.

## Общие сведения
Площадь озера — 2,5 км², площадь водосборного бассейна — 92,4 км². Располагается на высоте 183,7 метров над уровнем моря.
Форма озера лопастная, продолговатая: оно вытянуто с северо-запада на юго-восток. Берега изрезанные, каменисто-песчаные, местами заболоченные.
Через озеро протекает река Калмунга, текущая далее через озеро Верхний Мярат, и втекающая в озеро Нижний Мярат, через которое протекает река Ломнезерка, впадающая в озеро Селецкое.
С юга в Калмунги впадает водоток без названия, несущий воды озера Сяргъярви.
В озере расположено не менее четырёх небольших безымянных островов.
К югу от озера проходит лесная дорога.
Код объекта в государственном водном реестре — 02020001111102000007345.